# Nucella
Genre
Synonymes
- Polytropa Swainson, 1840
- Polytropalicus Rovereto, 1899

Nucella ou Nucelle est un genre de mollusques gastéropodes de la famille des Muricidae. Le genre regroupe des espèces de taille petite à moyenne, présentes au nord de l'Atlantique et du Pacifique.

## Histoire de la systématique
Le nom de genre Nucella - qui signifie « petite noix » en latin - est mentionné pour la première fois en 1798 par Peter Friedrich Röding dans le catalogue du Conchyliensammlung de Joachim Friedrich Bolten. il concerne alors 5 espèces. Parmi celles-ci, un seul nom d'espèce est encore valide aujourd'hui, Nucella lapillus, l'un des autres noms d'espèces donné par Röding, Nucella theobroma, est synonyme de N. lapillus.
Cette espèce, Nucella lapillus, est l'espèce-type du genre. Elle a été décrite par Linné en tant que Buccinum lapillus. En 1822, Jean-Baptiste de Lamarck la transfère au genre Purpura proposé par Bruguière en 1789, et qui comprenait plus de cinquante espèces. L'animal était en effet connu depuis longtemps sous le nom de Purpura lapillus. Une révision du genre Purpura a cependant limité celui-ci à quelques espèces de l'aire Indo-Pacifique, y compris l'espèce type Purpura persica. Un autre nom générique est alors devenu nécessaire pour Purpura lapillus.
Von Röding avait deux noms possibles, Nucella et Thais. Le Nucella lapillus mentionné par Röding ne correspondait pas au type de Linné, ce qui a conduit certains auteurs à nommer l'espèce Thais lapillus. L'espèce Nucella theobroma mentionnée par Röding s'est avérée être la pourpre de l'Atlantique, de sorte que le choix a dû être fait du nom de genre Nucella, plus ancien.

## Liste d'espèces
Selon World Register of Marine Species (8 mai 2016) :
- Nucella canaliculata (Duclos, 1832)
- Nucella dubia (Krauss, 1848)
- Nucella emarginata (Deshayes, 1839)
- Nucella freycinetii (Deshayes, 1839)

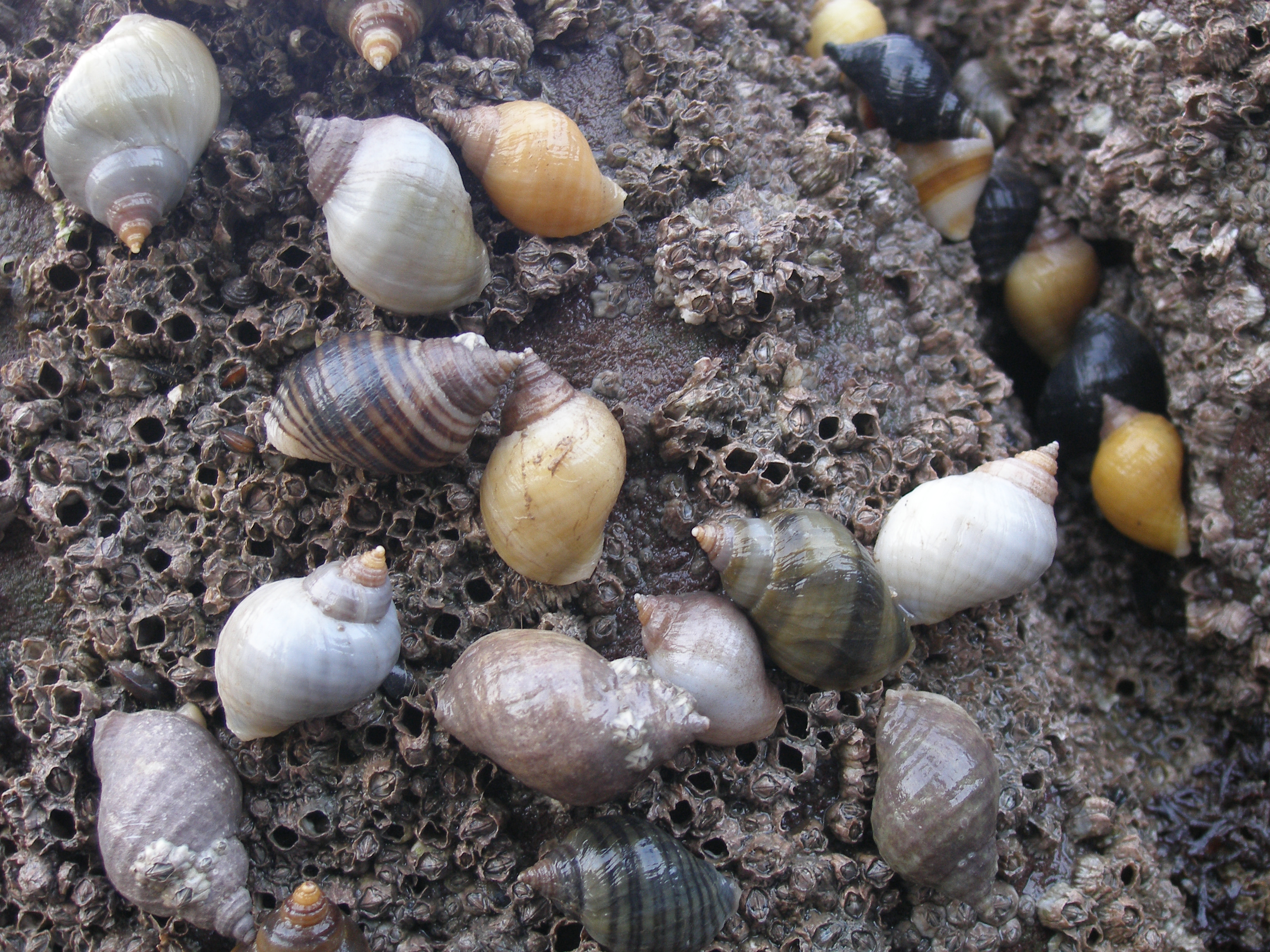
Nucella lapillus

- Nucella fuscata (Forbes, 1850)
- Nucella heyseana (Dunker, 1882)
- Nucella lamellosa (Gmelin, 1791)
- Nucella lapillus (Linnaeus, 1758)
- Nucella lima (Gmelin, 1791)
- Nucella ostrina (Gould, 1852)
- Nucella rolani (Bogi & Nofroni, 1984)
- Nucella squamosa (Lamarck, 1816)
- Nucella wahlbergi (Krauss, 1848)

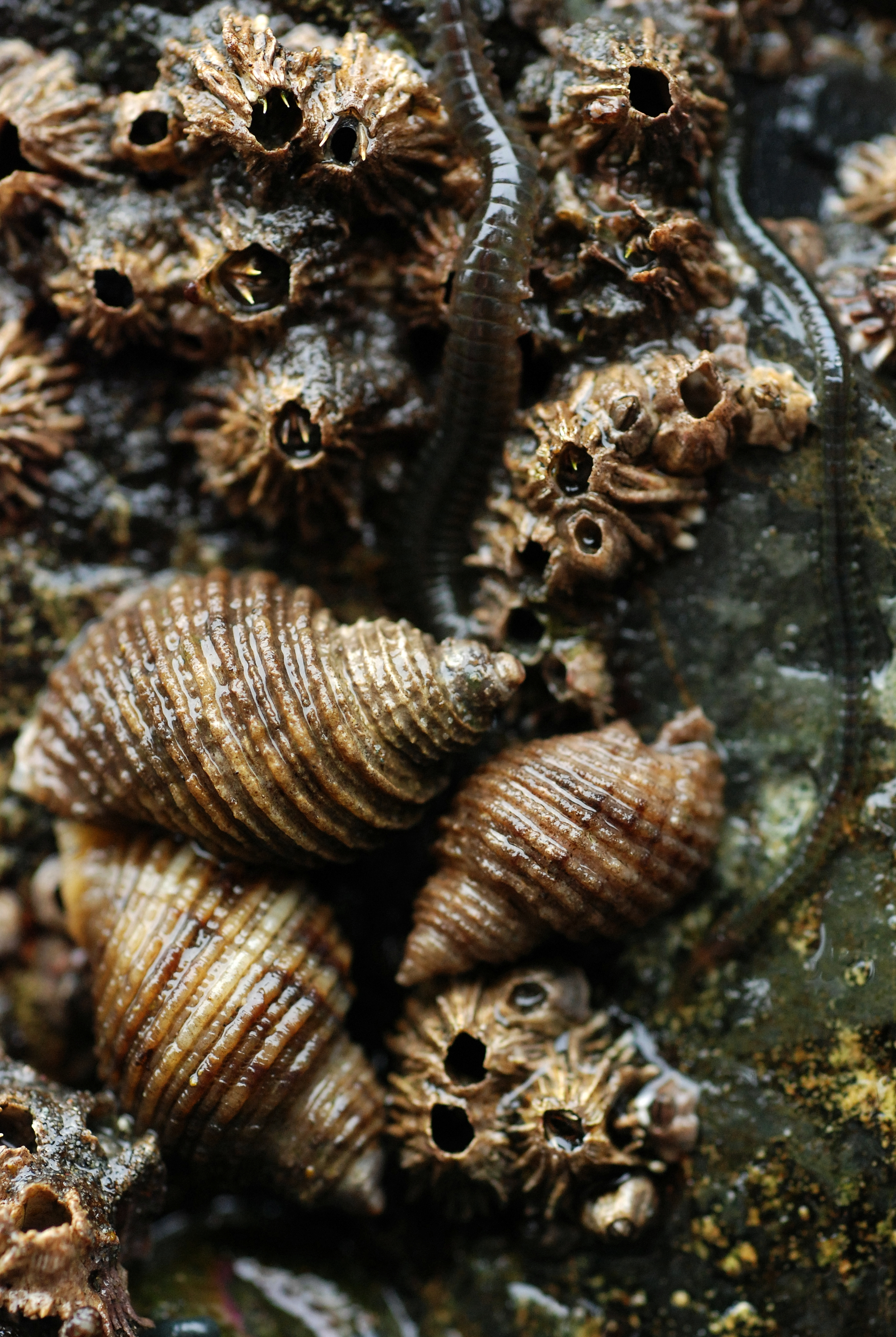
Nucella caniculata
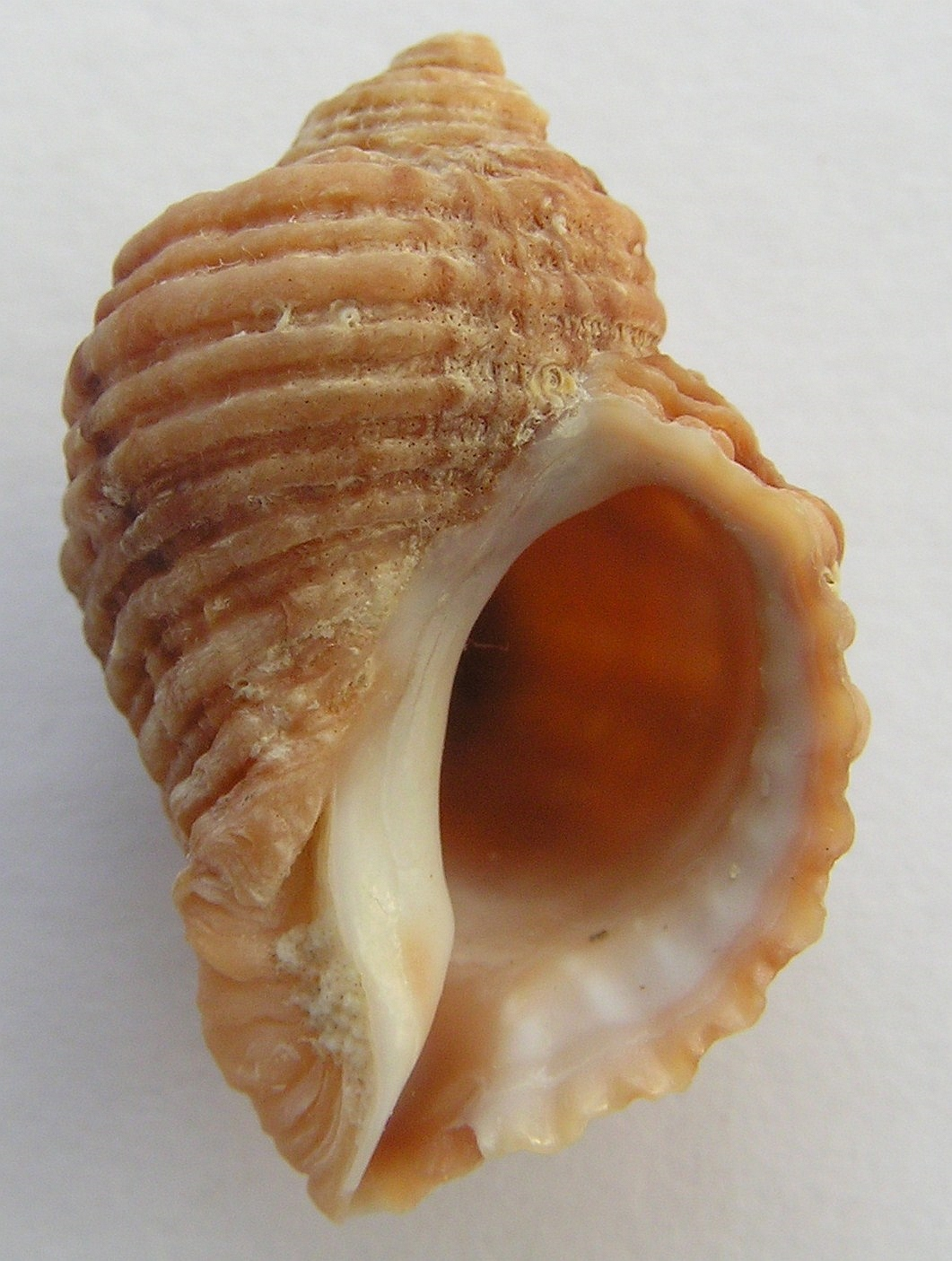
Nucella freycinetii
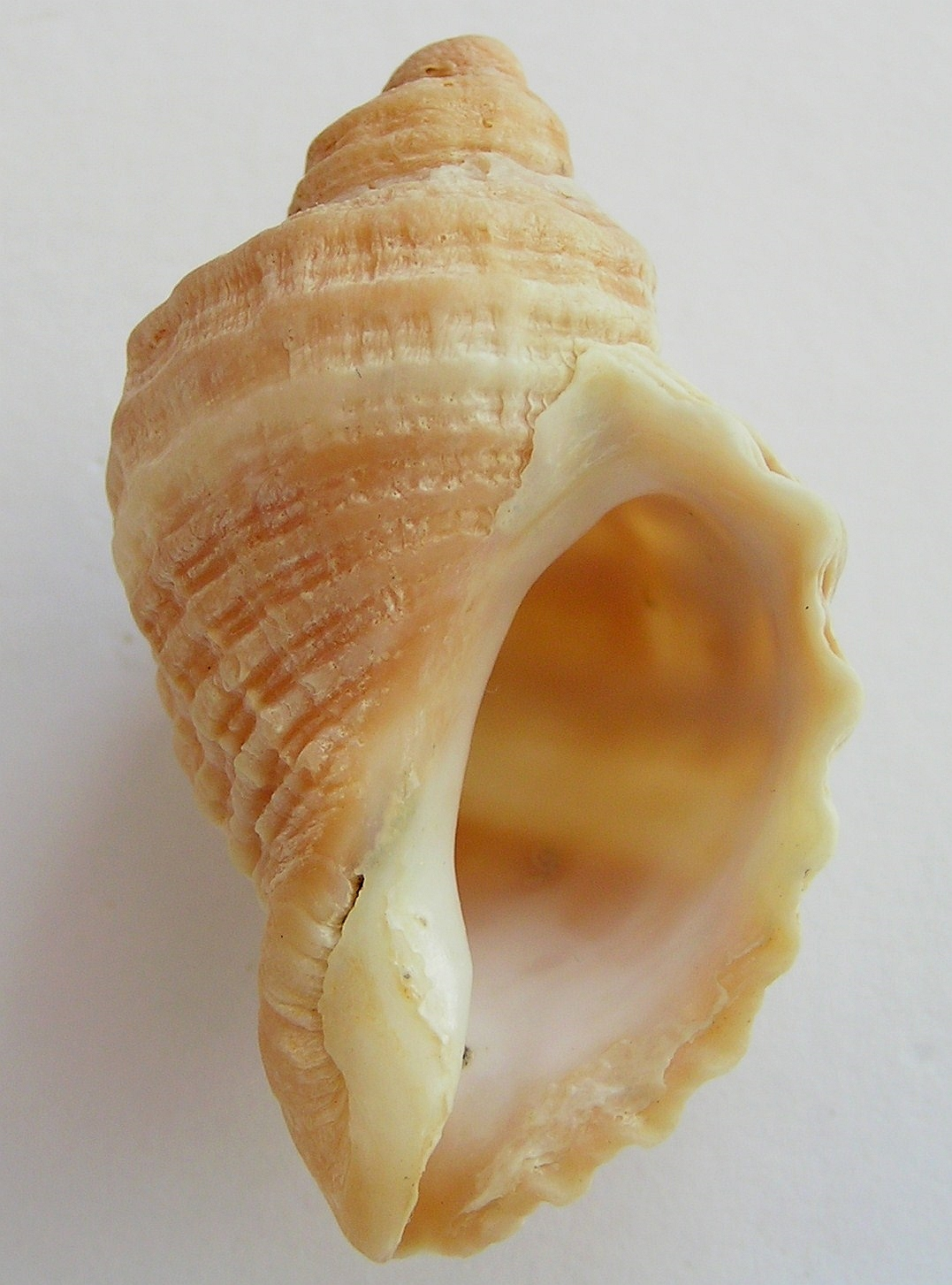
Nucella heyseana
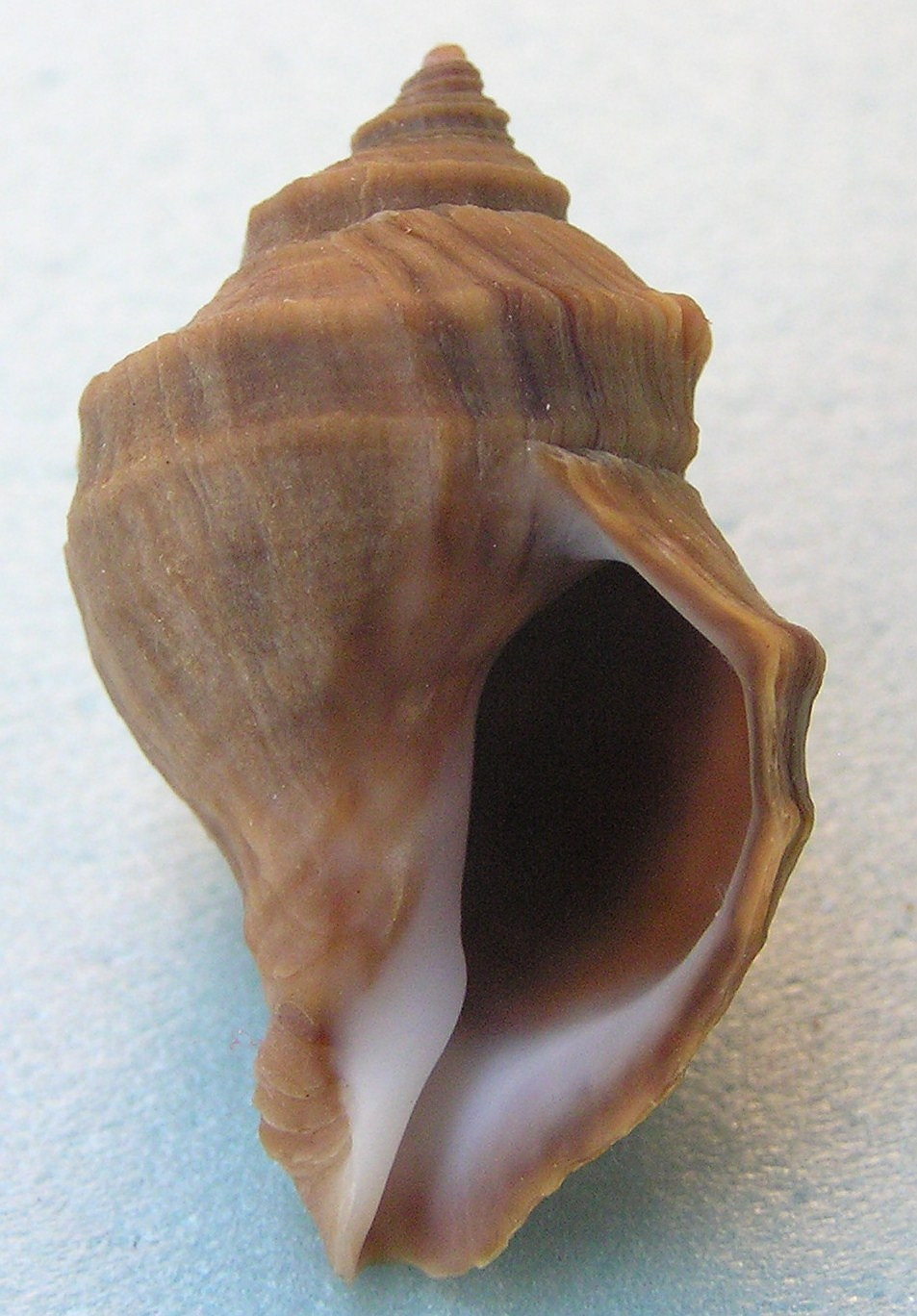
Nucella lamellosa
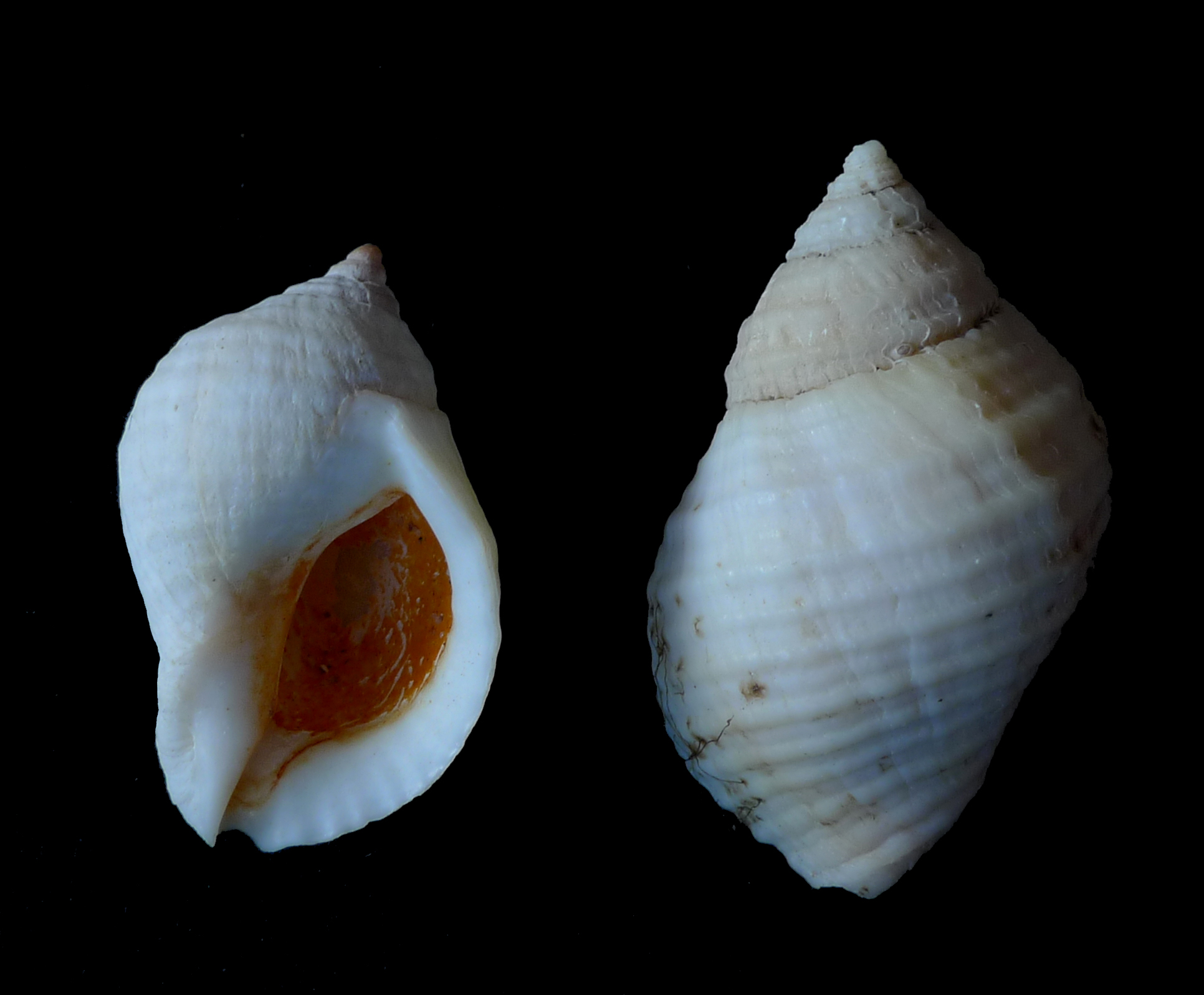
Nucella lapillus
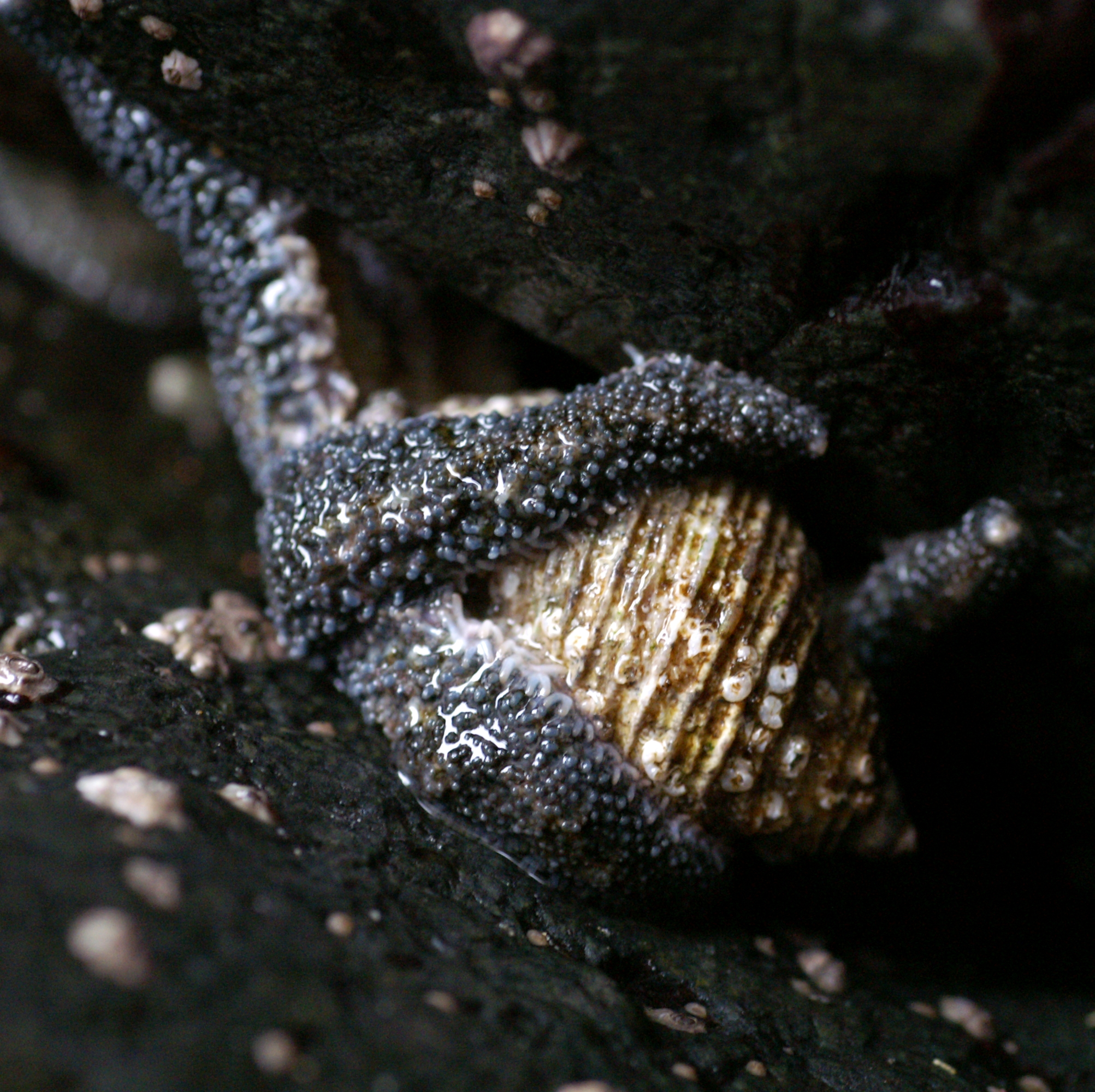
Nucella lima
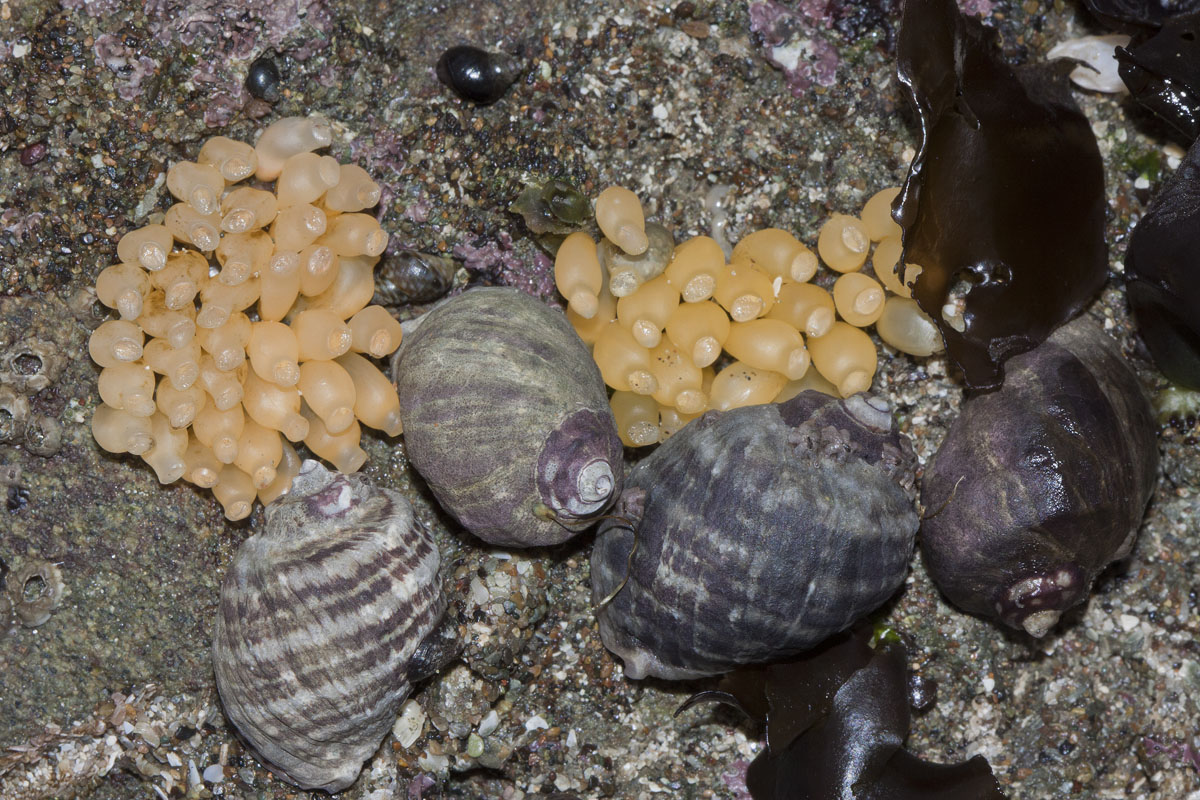
Nucella ostrina et capsules d’œufs
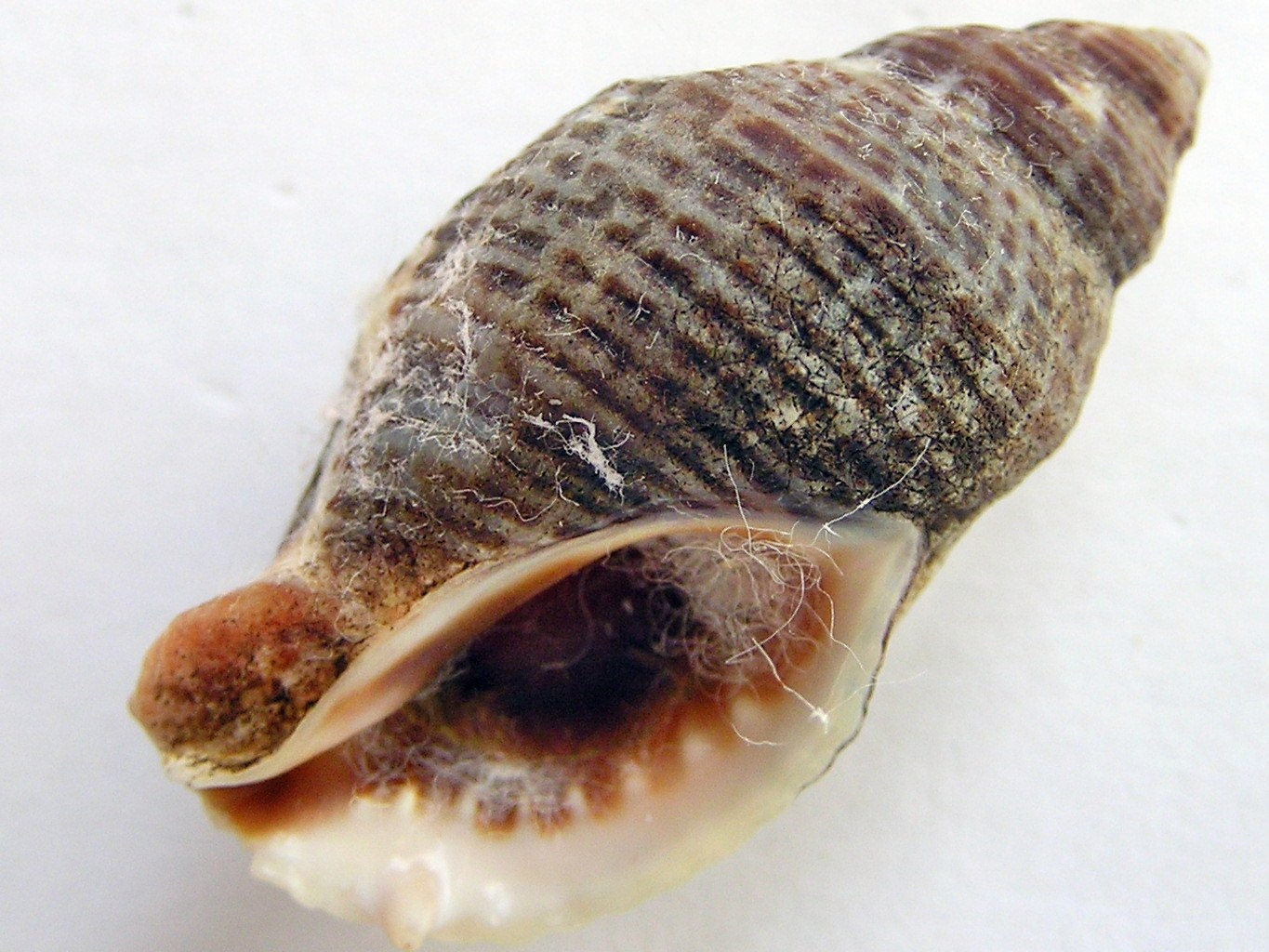
Nucella punctulata
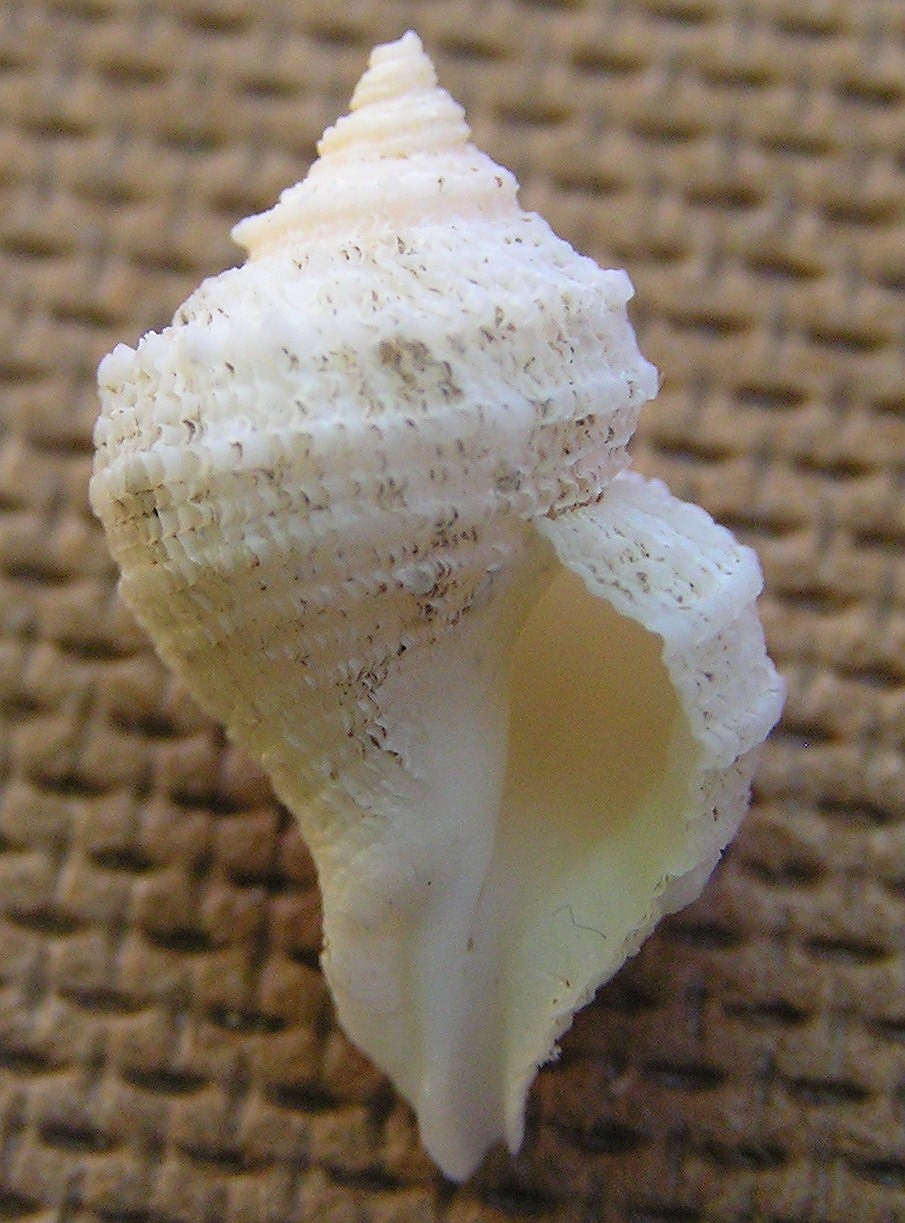
Nucella rolani
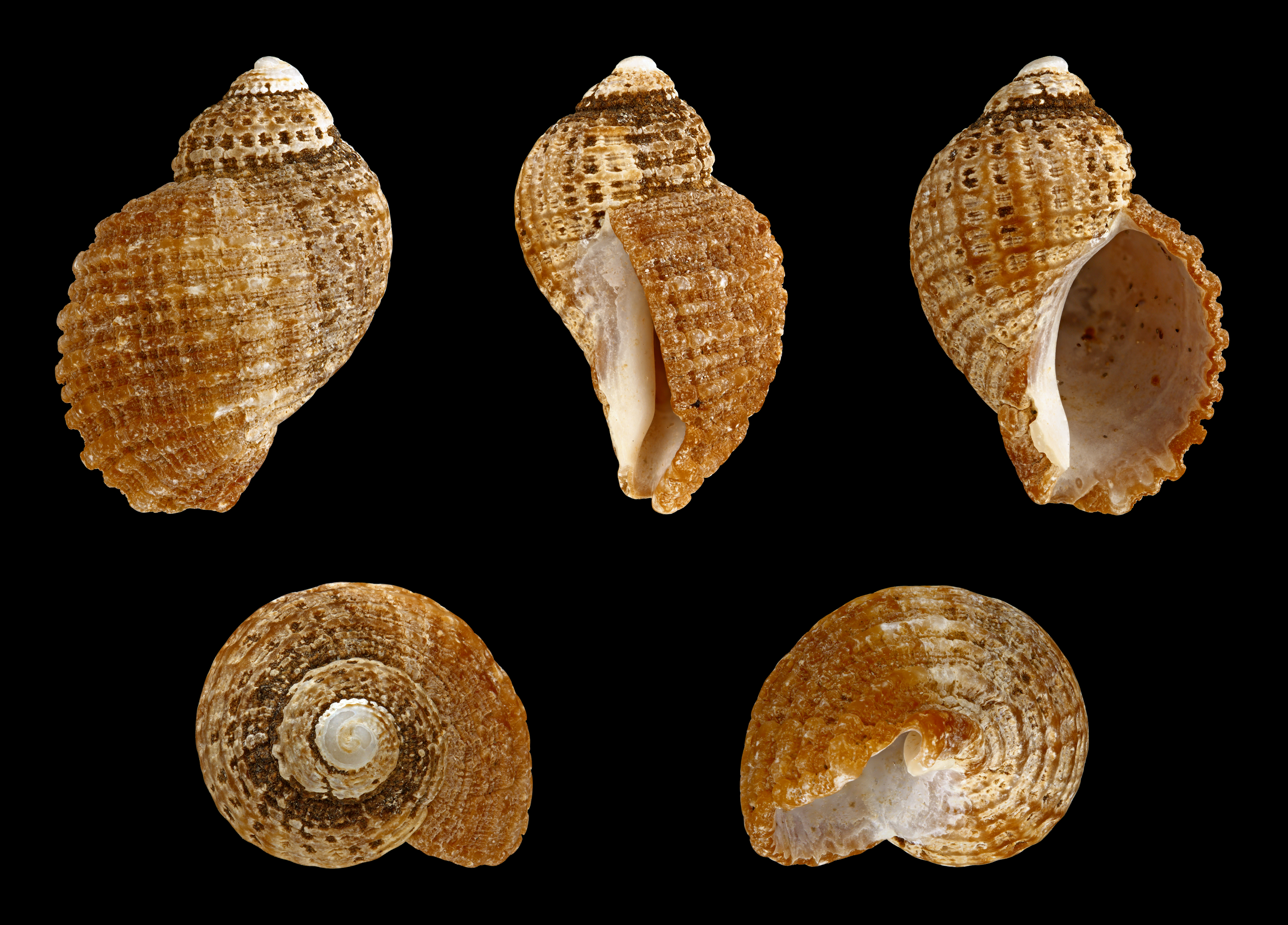
Nucella squamosa